# شون جرينهالغ (رسام)
شون جرينهالغ (بالإنجليزية: Shaun Greenhalgh)‏ هو نحات ورسام بريطاني، ولد في 1961 في Bromley Cross ‏ في المملكة المتحدة.

## وصلات خارجية
- شون جرينهالغ على موقع الموسوعة البريطانية (الإنجليزية)